# Mistrzostwa Europy w biegu 24-godzinnym 2018
22. Mistrzostwa Europy w biegu 24-godzinnym 2018 – zawody lekkoatletyczne, które odbyły się 26 i 27 maja 2018 w Timișoarze.
Polska drużyna kobiet zdobyła złoty medal, Patrycja Bereznowska złoty medal indywidualnie, Małgorzata Pazda-Pozorska brązowy medal indywidualnie, a w rywalizacji mężczyzn Andrzej Radzikowski złoty medal indywidualnie.

## Medaliści
|                         | 1. miejsce                                                                             | Rezultat   | 2. miejsce                                                              | Rezultat   | 3. miejsce                                                       | Rezultat   |
| Mężczyźni indywidualnie | Andrzej Radzikowski                                                                    | 265,419 km | Stephane Ruel                                                           | 263,540 km | Aleksandr Sorokin                                                | 260,991 km |
| Mężczyźni drużynowo     | Francja 1. Stephane Ruel · 2. Ludovic Dilmi · 3. Patrick Ruiz                          | 754,625 km | Wielka Brytania 1. Daniel Lawson · 2. James Stewart · 3. Steven Holyoak | 735,155 km | Niemcy 1. Marcel Leuze · 2. Christof Kühner · 3. Stefan Wilsdorf | 725,963 km |
| Kobiety indywidualnie   | Patrycja Bereznowska                                                                   | 243,355 km | Stine Rex                                                               | 241,921 km | Małgorzata Pazda-Pozorska                                        | 240,697 km |
| Kobiety drużynowo       | Polska 1. Patrycja Bereznowska · 2. Małgorzata Pazda-Pozorska · 3. Monika Biegasiewicz | 720,454 km | Niemcy 1. Julia Fatton · 2. Antje Krause · 3. Anke Libuda               | 656,245 km | Wielka Brytania 1. Tracy Dean · 2. Alison Young · 3. Wendy Shaw  | 645,069 km |

## Reprezentacja Polski

### Mężczyźni
Drużyna mężczyzn zajęła 4. miejsce z wynikiem 710,373 km
| Miejsce | Zawodnik            | Klub                  | Rezultat   |
| 1.      | Andrzej Radzikowski | LKS Olymp Błonie      | 265,419 km |
| 21.     | Łukasz Sagan        | KS AZS AWF Kraków     | 226,931 km |
| 32.     | Przemysław Basa     | TL Pogoń Ruda Śląska  | 218,022 km |
| 56.     | Adam Jagieła        | AZS-AWF Katowice      | 181,401 km |
| 69.     | Roman Elwart        | KS Ziemi Puckiej Puck | 161,370 km |

### Kobiety
Drużyna kobiet zajęła 1. miejsce z wynikiem 720,454 km
| Miejsce | Zawodniczka                | Klub                 | Rezultat   |
| 1.      | Patrycja Bereznowska       | AZS AWF Katowice     | 243,355 km |
| 3.      | Małgorzata Pazda-Pozorska  | AML Słupsk           | 240,697 km |
| 4.      | Monika Biegasiewicz        | MKL Szczecin         | 236,401 km |
| 6.      | Aneta Rajda                | TL Pogoń Ruda Śląska | 227,263 km |
| 9.      | Milena Grabska-Grzegorczyk | UKS Azymut Pabianice | 221,146 km |